# ديان زيفكوفيتش (لاعب كرة قدم)
ديان زيفكوفيتش هو لاعب كرة قدم صربي في مركز الوسط، ولد في 28 أبريل 1982 في سميديريفو في صربيا. لعب مع نادي سميديريفو ‏.

## وصلات خارجية
- ديان زيفكوفيتش (لاعب كرة قدم) على موقع قاعدة بيانات كرة القدم.إي يو (الإنجليزية)
- ديان زيفكوفيتش (لاعب كرة قدم) على موقع Soccerway.com (الإنجليزية)